# خلر ژاپنی
خلر ژاپنی (نام علمی: Lathyrus japonicus) نام یک گونه از سرده خلر است.